# James J. Drumm
James Joseph Drumm (* 25. Januar 1897 in Dundrum, County Down, Irland; † 18. Juli 1974 in Dublin) war ein irischer Chemiker und der Erfinder der Drumm-Batterie. Bekannt wurde er durch die Entwicklung der sogenannten Drumm-Batterie, einer Nickel-Zink-Batterie, die in den 1930er Jahren für den Betrieb elektrisch betriebener Eisenbahnzüge in Irland genutzt wurde.

## Leben

### Frühes Leben und Ausbildung
Drumm wurde in Dundrum, einem Vorort von Dublin, geboren. Von 1914 bis 1917 studierte er an der „Chemistry School of University College“ und schloss sein Studium mit einem Bachelor of Science ab. Von 1914 bis 1917 studierte er an der „Chemistry School of University College“ und arbeitete danach in England bei der „Continuous Reaction Company“. 1922 kam er als Chemiker für Forschung und Produktion bei der  „Fine Chemicals Ltd.“ zurück nach Dublin. Folgend arbeitete er noch für verschiedene Firmen und beteiligte sich an Forschungsprojekten.
Er modernisierte verschiedene Verarbeitungsmethoden, wie die Konservierung von Erbsen, damit sie ihre frische Farbe behalten.

### Entwicklung der Drumm-Batterie
Ende der 1920er Jahre begann Drumm mit der Entwicklung einer neuen Art von Batterie, die sich durch hohe Effizienz und schnelle Ladezeiten auszeichnete. Die von ihm entwickelte Nickel-Zink-Batterie, bekannt als Drumm-Batterie, wurde erstmals 1931 auf der Strecke der Great Southern Railways zwischen Dublin und Bray eingesetzt. Diese Batterien ermöglichten es den Zügen, rein elektrisch zu fahren, was damals eine bedeutende Innovation darstellte.
Die Züge, die mit Drumm-Batterien betrieben wurden, waren die ersten ihrer Art weltweit. Sie konnten in nur 15 Minuten vollständig aufgeladen werden und erreichten eine Reichweite von etwa 65 Kilometern. Vier solcher Züge waren bis in die 1940er Jahre auf irischen Schienen in Betrieb. Obwohl sie schließlich aus wirtschaftlichen Gründen außer Dienst gestellt wurden, wird ihre Technologie als ein wichtiger Schritt in der Entwicklung nachhaltiger Verkehrssysteme angesehen.

### Spätere Jahre und Vermächtnis
Nach dem Erfolg seiner Batterien arbeitete Drumm weiterhin an elektrochemischen Projekten. Er hielt mehrere Patente auf dem Gebiet der Batterietechnologie. Obwohl die Drumm-Züge letztlich durch Dieselzüge ersetzt wurden, bleibt seine Arbeit ein wichtiger Beitrag zur Geschichte der Elektromobilität.
Drumm zog sich später aus der aktiven Forschung zurück und widmete sich der Lehre sowie der Beratung in technischen Fragen. Sein Vermächtnis lebt durch die Anerkennung seiner Pionierarbeit und die wachsende Bedeutung nachhaltiger Energie- und Transportlösungen weiter.